# Caryanda neoelegans
Caryanda neoelegans es una especie de saltamontes de la subfamilia Oxyinae, familia Acrididae. Se distribuye en Indochina y el este de China.